# Hl. Maria (Knaufspesch)

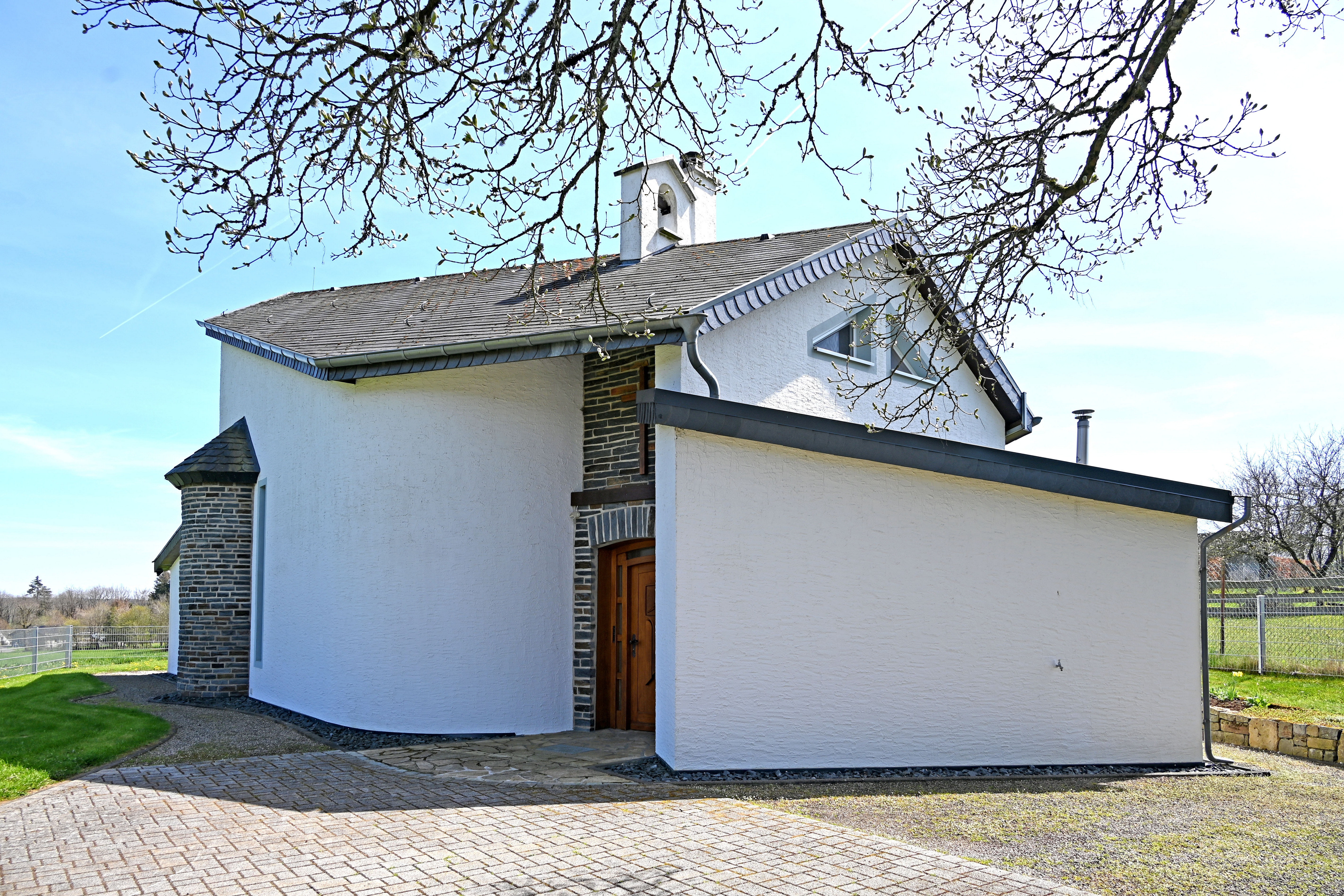
Marienkapelle Knaufspesch (1994)

Die Kapelle Hl. Maria ist die römisch-katholische Filialkapelle in Knaufspesch, Ortsteil von Olzheim, im Eifelkreis Bitburg-Prüm in Rheinland-Pfalz. Die Kirche gehört zur Pfarrei Olzheim in der Pfarreiengemeinschaft Prüm im Dekanat St. Willibrord Westeifel im Bistum Trier.

## Geschichte
Der 1990 gegründete Kapellenbau-Förderverein schaffte wesentlich in Eigenleistung den Bau der Kirche bis 1994. Architekt war Dieter Alexander Boeminghaus (1940–2020; von 1992 bis 2011 Präsident der Europäischen Vereinigung Bildender Künstler aus Eifel und Ardennen EBVK). Der Grundriss stellt das Herz Mariens dar. Die Dachkonstruktion wird von der Baumkrone einer 150 Jahre alten Eiche gestützt.

## Ausstattung
Der Altar besteht aus einem Stahlrahmen mit einer Ahorntischplatte. Die Treppe zur Empore ist eine Schreiner-Meisterarbeit. Eine lebensgroße Statue aus gelbem Sandstein (Werk einer Hobbykünstlerin) zeigt Maria mit drei Kindern.

Hl. Maria (Knaufspesch)
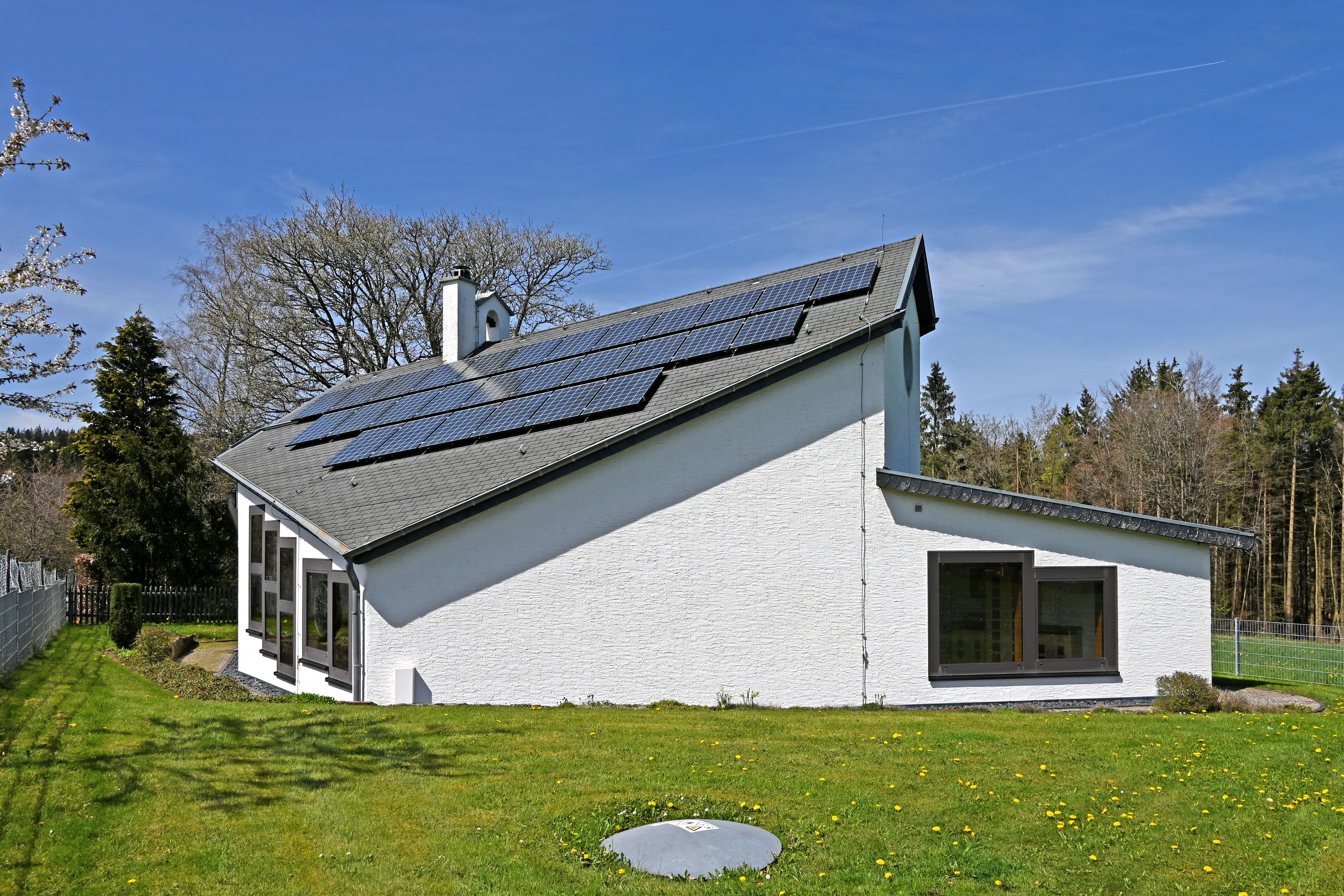
Südostansicht
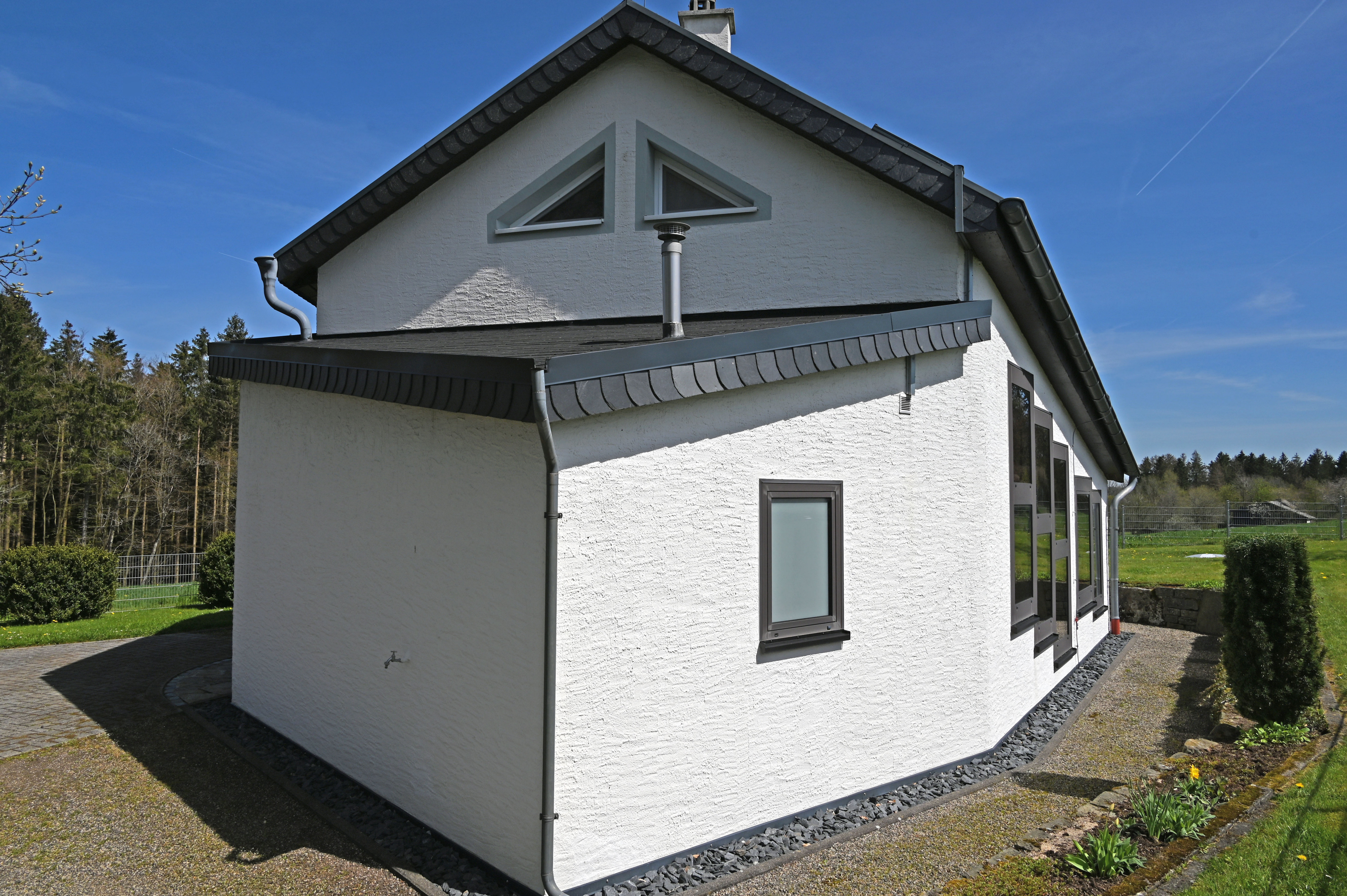
Nordansicht
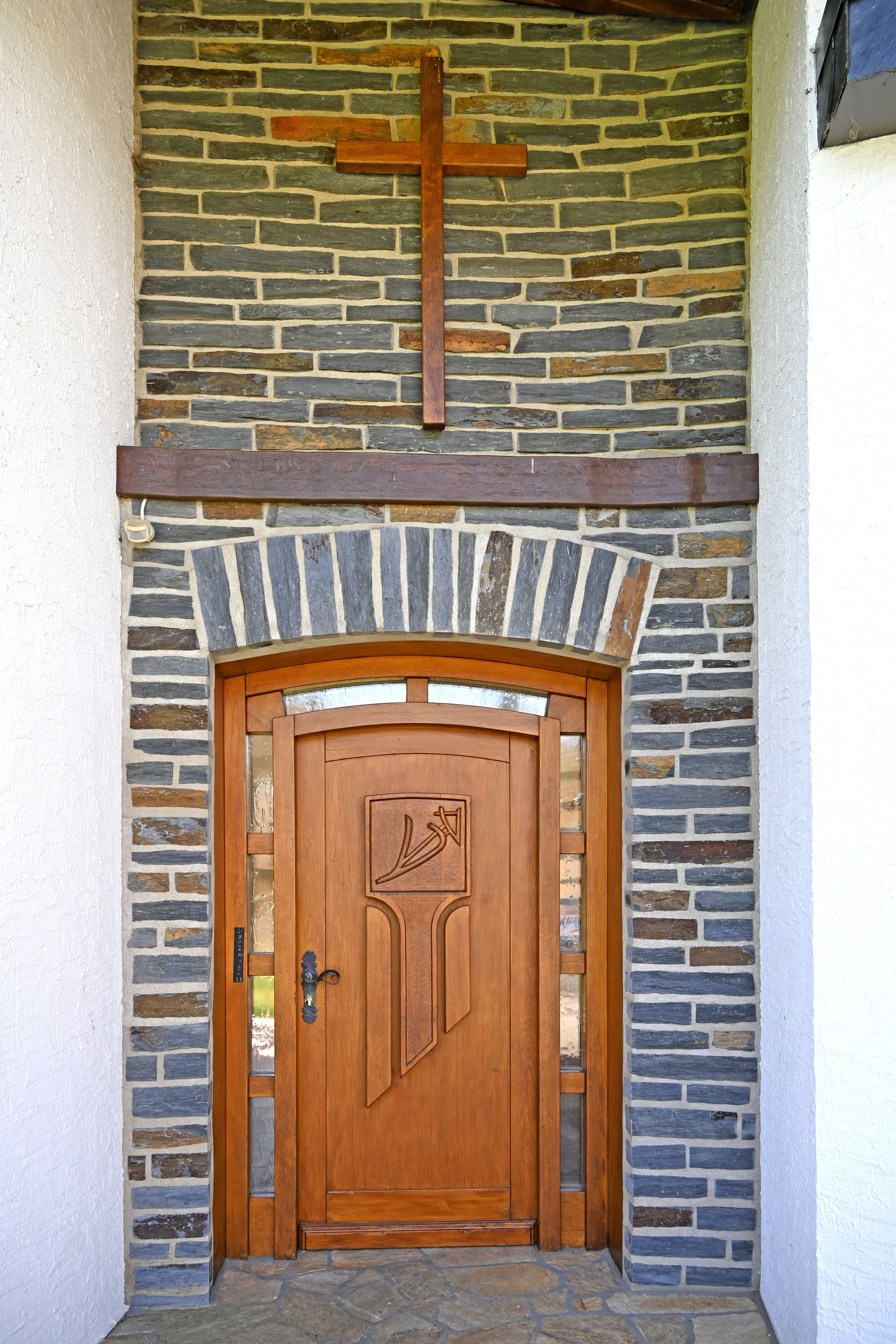
Eingangsportal
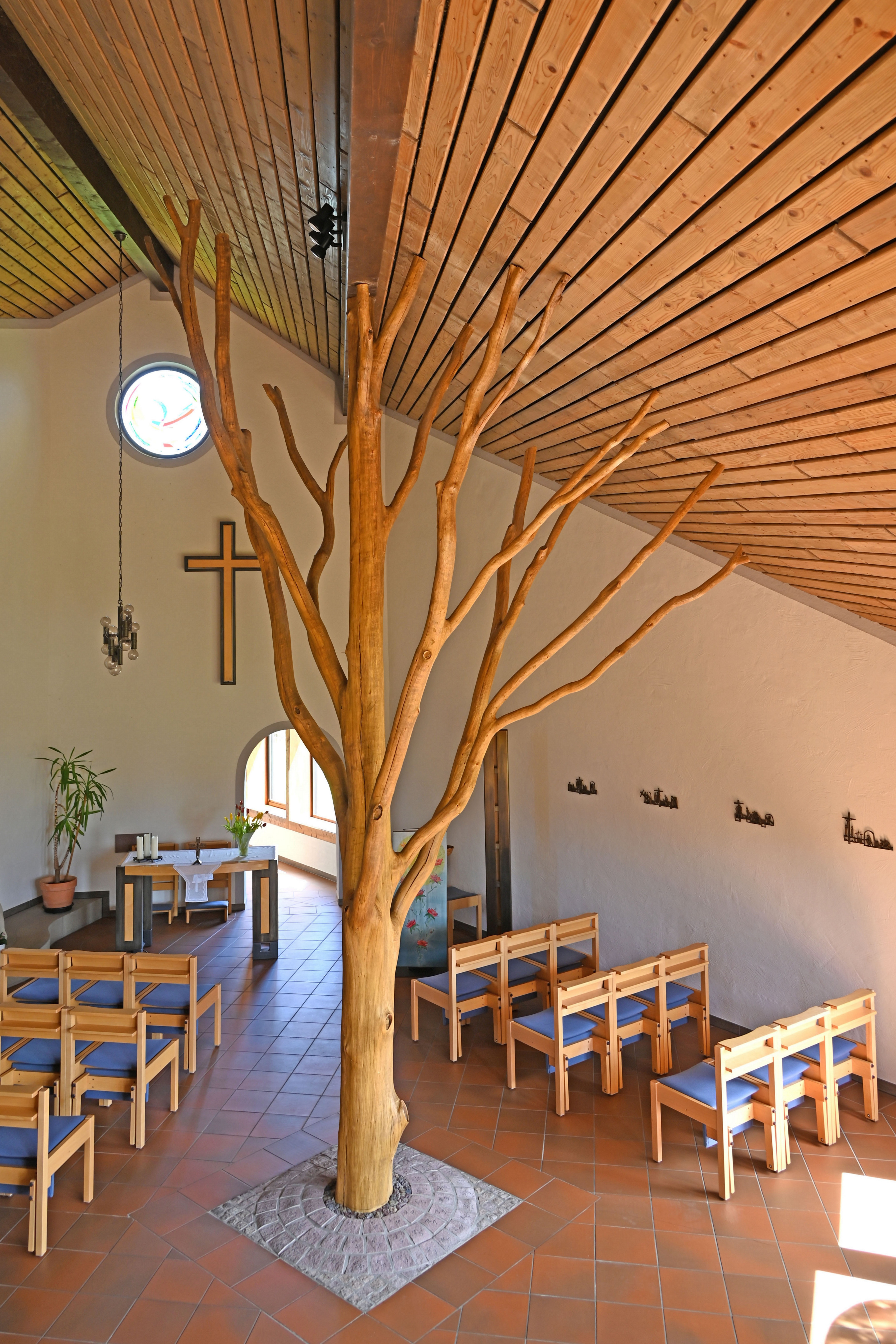
Innenraum
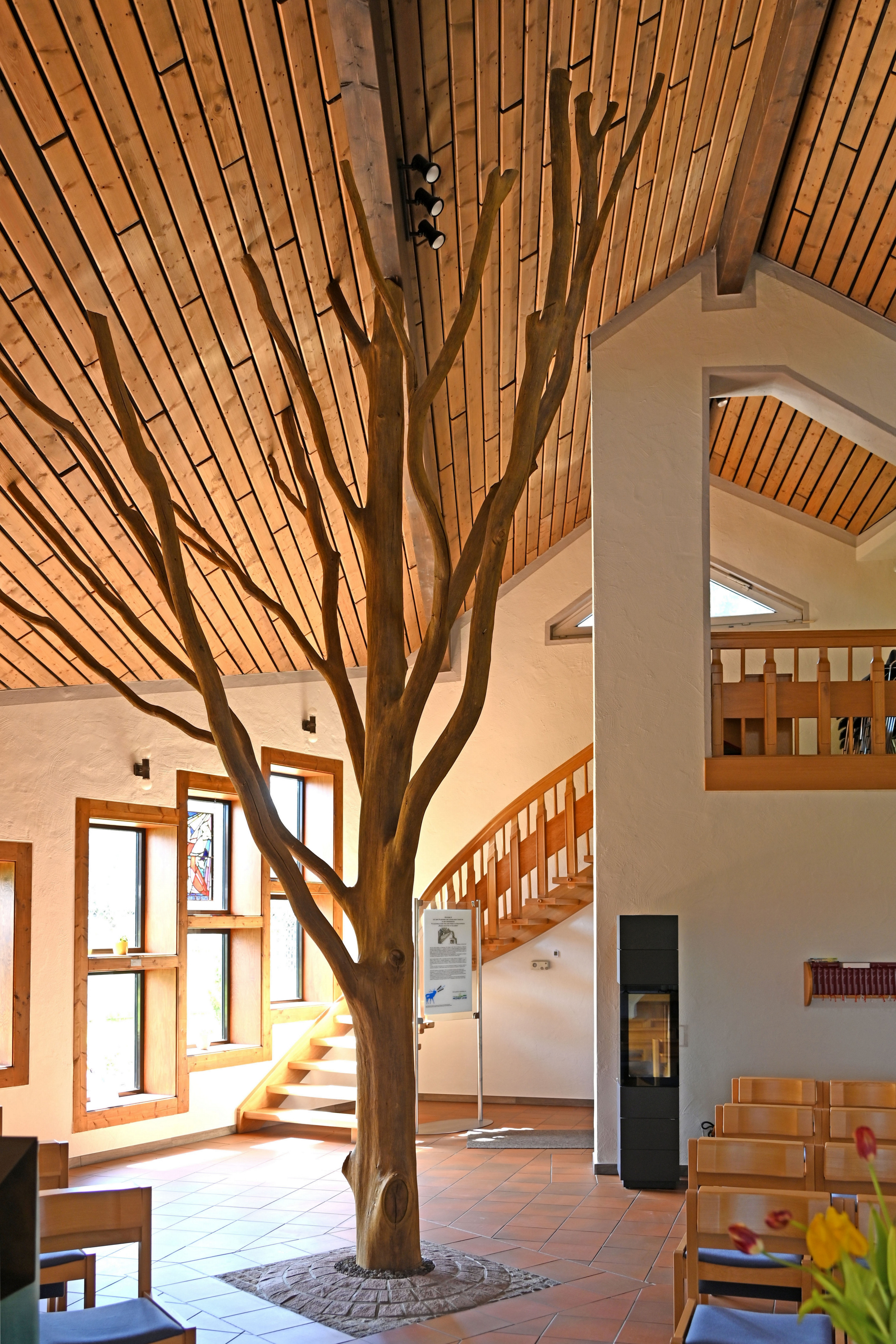
Empore